# 聖誕騷動
聖誕騷動，又稱八一騷動、八一事件，是指香港於1981年12月25日聖誕節期間於香港島中環出現的青少年騷動，也包括1982年1月1日元旦出現的相關騷動。這次騷動對香港政府的青少年政策有著深遠的影響。

## 經過
1981年12月25日清晨1時半左右，香港島中環發生一宗交通意外，當時大批市民聚集於中環置地廣場一帶欣賞聖誕夜景，一架私家車於文華酒店撞到一名路人。由於司機未能及時停車而釀成意外，引起了大批目擊群眾不滿，破壞私家車車窗，將車上乘客推出車外圍毆。至2時半左右，在一些青年推波助瀾之下，有人在推翻及破壞附近車輛，更漫延至畢打街、遮打道、干諾道中及德輔道中，最終演變成為騷亂。事件中有11人受傷，以及有7輛汽車被破壞。警方派出警察機動部隊驅散人群。直到清晨五時，騷亂終告平息，有18人被拘捕。
當日香港政府為免騷亂再次發生，警方採取多項措施，包括在香港島中環、灣仔、銅鑼灣，九龍尖沙咀、旺角、油麻地等人群較多的地區增派警員，並封鎖中環多條街道以禁止車輛進入。
1982年1月1日，香港亦爆發小規模的青少年騷動。

## 影響
騷動事件使香港政府意識到香港的青少年問題當時正日益嚴重，例如青少年經常流連於桌球場及遊戲機中心。政府決定撥出更多資源處理青少年問題。

## 外部連結
- 香港史主網站 — 暴動事件 （页面存档备份，存于）

1. ↑  工商晚報, 1981-12-25 第8頁